# レアンドロ・メジャ
レアンドロ・ラファエル・メジャ・レイエス（Leandro Rafael Mella Reyes , 1990年5月5日 - ）は、ドミニカ共和国サントドミンゴ出身のプロ野球選手（投手）。左投左打。NPBでは育成選手であった。

## 経歴

### プロ入りとブルージェイズ傘下時代
2007年9月にトロント・ブルージェイズと契約。
2008年は、傘下ルーキー級のドミニカン・サマーリーグ・ブルージェイズで18試合（うち先発4試合）に登板し、3勝0敗、防御率2.33の成績を残した。
2009年は、傘下ルーキー級のガルフ・コーストリーグ・ブルージェイズでプレー。この年は、14試合（うち先発1試合）に登板し、0勝1敗、防御率3.50を記録した。
2010年は、前年同様に傘下ルーキー級のガルフ・コーストリーグ・ブルージェイズで開幕を迎えた。ここでは、8試合に登板し、1勝0敗、防御率5.07を記録した。その後、傘下ショートシーズンAのオーバーン・ダブルデイズへ昇格した。ここでは、6試合に登板し、0勝3敗、防御率13.50を記録している。
2011年も、傘下ルーキー級のガルフ・コーストリーグ・ブルージェイズで開幕を迎えた。この年は、10試合に登板し、0勝1敗、防御率8.00の成績を残した。8月17日に自由契約となった。

### 独立リーグ時代
2013年は、ノース・アメリカン・リーグのサンアンジェロ・コルツと契約を結んだ。ここでは、3試合（うち先発1試合）に登板し、0勝0敗、防御率5.79を記録している。シーズン中に退団した。その後、カナディアン・アメリカン・リーグのニューアーク・ベアーズと契約を結んだ。ここでは、2試合に登板し、1勝0敗、防御率27.00を記録した。その後、チームが運営停止となり退団した。

### 中日ドラゴンズ時代
2013年12月12日、日本プロ野球の中日ドラゴンズと育成契約を結んだ。
2014年は、4月に育成選手ながら一軍の練習に参加したが、支配下登録はされなかった。この年、二軍では5試合に登板し、防御率13.50の成績だった。
2015年7月14日、一軍登板を果たせないまま契約解除を通告され、同日付で自由契約公示された。

## 詳細情報

### 年度別投手成績
- 一軍公式戦出場なし

### 背番号
- 205 （2014年 - 2015年）